# Бортич, Александра Николаевна
Алекса́ндра Никола́евна Бо́ртич (бел. Аляксандра Мікалаеўна Борціч; род. 24 сентября 1994, Светлогорск, Гомельская область) — белорусская и российская актриса театра и кино.

## Биография
Родилась 24 сентября 1994 года в Светлогорске Гомельской области (Беларусь).
До трёхлетнего возраста жила в родном городе, затем, после развода родителей — в Гродно у бабушки. В школу Александра пошла в Москве, куда её забрала мать. Когда ей было 10 лет, мать второй раз вышла замуж.
Окончила в Москве среднюю школу и музыкальную школу (по классу саксофона). В девятом и десятом классах занималась в театральной студии.
Сразу после выпуска из школы поступала в театральный институт, но не прошла по конкурсу и некоторое время работала официанткой.
В 2014 году в результате конкурсного отбора молодых исполнителей получила главную роль в психологической драме «Как меня зовут» (реж. Нигина Сайфуллаева). Фильм получил главный приз на XI международном кинофестивале «Балтийские дебюты» (Светлогорск, Калининградская область) и специальный приз «За лёгкое дыхание и художественную целостность» на XXV открытом российском кинофестивале «Кинотавр» (Сочи, Краснодарский край). Кинокартина была показана на XX международном фестивале фильмов о правах человека «Сталкер» в Москве и на международном кинофестивале в Сан-Себастьяне (Испания).
В 2024 году на третьем фестивале «Новый сезон» в Сочи на горном курорте «Роза Хутор» Бортич была признана лучшей актрисой за работу в сериале «Между нами химия».

## Общественная позиция
21 января 2021 года Бортич высказалась в поддержку оппозиционного политика Алексея Навального, который накануне был арестован и отправлен в СИЗО. В своём видео в поддержку Навального, вышедшем на его YouTube-канале, Бортич сказала, что ситуация с его арестом касается всех граждан России независимо от их отношения к самому Навальному, так как «нам показывают, что наши законы — Конституция, Уголовный кодекс — это просто бумажки, что при желании можно что угодно делать с кем угодно», и призвала всех «пойти гулять» 23 января. Это вызвало критику в адрес Бортич со стороны председателя Союза кинематографистов России Никиты Михалкова.
Согласно публикации Би-би-си, наряду с другими популярными актёрами с оппозиционными политическими взглядами, актриса попала в стоп-лист «Газпром-медиа»: Бортич перестали снимать в новых проектах и якобы вырезали её кадры из ряда старых работ.
Наряду с другими известными людьми Бортич состоит в попечительском совете фонда «Шалаш», который профессионально работает с проблемными подростками — помогает приёмным детям, родителям и учителям справляться с любыми проявлениями агрессии и нежеланием следовать правилам. Вероятно, вызвано тем, что в школе Бортич сама неоднократно сталкивалась с травлей.
Помогает детским приютам и бездомным животным.

## Личная жизнь
В 2016 году вышла замуж за рэп-исполнителя Вячеслава Воронцова (Мезза), в 2018 году брак закончился разводом.
22 июня 2020 года родила сына Александра от предпринимателя Евгения Савельева. В мае 2023 года актриса сообщила о разводе с мужем.

## Фильмография
| Год       |     | Название                                     | Роль                                      |
| --------- | --- | -------------------------------------------- | ----------------------------------------- |
| 2014      | ф   | Как меня зовут                               | Саша                                      |
| 2015      | ф   | Духless 2                                    | Алёна Смирнова                            |
| 2015      | ф   | Неуловимые                                   | Кира                                      |
| 2015      | ф   | Про любовь                                   | Александра                                |
| 2015      | с   | Выстрел                                      | Нина Крутова                              |
| 2015      | ф   | Неуловимые: Последний герой                  | Кира                                      |
| 2016      | ф   | Викинг                                       | Рогнеда Рогволодовна                      |
| 2016      | с   | Отражение радуги                             | Женя Орехова                              |
| 2016—2018 | с   | Полицейский с Рублёвки                       | Ника                                      |
| 2016      | с   | Шакал                                        | Анна Сергеевна Горбатова, участница банды |
| 2016      | с   | Выйти замуж за Пушкина                       | Лена Сазонова                             |
| 2016      | с   | Частица вселенной                            | Кристина Яшина, дочь Геннадия и Ларисы    |
| 2016      | с   | Квартет                                      | Настя                                     |
| 2016      | ф   | Неуловимые: Джекпот                          | Кира                                      |
| 2016      | ф   | Неуловимые: Бангкок                          | Кира                                      |
| 2017      | ф   | Про любовь. Только для взрослых              | девушка с вопросом об изменах             |
| 2017      | ф   | Жги!                                         | Женя, дочь Сысоевой                       |
| 2017      | с   | Вы все меня бесите                           | Света, девушка в кафе                     |
| 2017      | с   | Торгсин                                      | Лида Сокольская                           |
| 2017      | с   | Филфак                                       | Лена Осокина                              |
| 2017      | с   | Любимцы                                      | Алиса Мишина                              |
| 2017      | с   | Чужая кровь                                  | Анна                                      |
| 2018      | ф   | Я худею                                      | Анна Куликова                             |
| 2018      | ф   | Проводник                                    | Катя и Лариса Калужских, сёстры-близнецы  |
| 2018      | с   | Обычная женщина                              | Женя Краснова                             |
| 2018      | ф   | Полицейский с Рублёвки. Новогодний беспредел | Ника                                      |
| 2019      | ф   | Любовницы                                    | Алиса                                     |
| 2019      | ф   | Миллиард                                     | Людмила                                   |
| 2019      | ф   | Холоп                                        | Лиза                                      |
| 2020      | кор | Саша ищет таланты                            | Саша                                      |
| 2020      | с   | Игра на выживание                            | в роли самой себя                         |
| 2021      | с   | Топи                                         | Саша, подруга Дениса                      |
| 2021      | ф   | Дело                                         | Ира, дочь Давида                          |
| 2022      | с   | Бесит                                        | Маша                                      |
| 2022      | ф   | Орёл и решка. Кино                           | Рита, ведущая                             |
| 2022      | ф   | Лиза и волшебный макет                       | Василиса                                  |
| 2022      | ф   | Кто там?                                     | мама Юли                                  |
| 2022      | ф   | Я — богиня                                   | Лена                                      |
| 2023      | с   | Фишер                                        | Наталья Добровольская                     |
| 2023      | ф   | Танцуй, Селёдка!                             | Жанна Витальевна Чистякова (Селёдка)      |
| 2023      | с   | Блеск (сериал)                               | Анна                                      |
| 2024      | с   | Первый номер                                 | Вика Генис                                |
| 2024      | с   | Игры                                         | Катя, проститутка                         |
| 2025      | с   | Между нами химия                             | Таня                                      |

## Роли в театре
- Театр «Центр драматургии и режиссуры»:
  - 2018 — «Однорукий из Спокана»[16]
- Театр на Бронной:
  - 2022 — «Комедия двенадцатой ночи»
- Театр Наций:
  - 2024 — «Отцы и дети»[17]

## Роли в клипах
- DJ Smash и Моя Мишель — «Тёмные аллеи»[18]
- EMIN — «Сбежим в Баку»[19]
- Cream Soda — «Комета»[20], «Подожгу»[21]
- Serj Tankian — «Elasticity»[22].

## Награды и номинации
- 2014 — Приз за лучшую женскую роль (вместе с Мариной Васильевой) на XXII фестивале российского кино (фр. Festival du Cinema Russe) в г. Онфлёр (Франция) — за роль в фильме «Как меня зовут».
- 2015 — Приз им. Александра Абдулова «За лучшую женскую роль в российском дебютном фильме» (вместе с Мариной Васильевой) на XIII международном кинофестивале кинематографических дебютов «Дух огня» в г. Ханты-Мансийске — за роль в фильме «Как меня зовут».
- 2015 — Приз — «Лучшая женская роль второго плана» XXII Международного фестиваля актёров кино «Созвездие», который проводит Гильдия актёров кино России — за роль в фильме «Духless 2»[23].
- 2018 — Главная награда и титул «Женщина года» Премии «Женщина года» по версии Glamour[24].
- 2024 — Приз «Героиня Нового сезона» на фестивале онлайн-кинотеатров «Новый сезон» (09.09.2024-14.09.2024, Роза Хутор) за роль в сериале «Между нами химия»[25]